# ماراما کورلت
ماراما کورلت (انگلیسی: Marama Corlett) بازیگر اهل مالت است.
از فیلم‌ها یا برنامه‌های تلویزیونی که وی در آن نقش داشته است، می‌توان به نگهبانان کهکشان و رقصنده صحرا اشاره کرد.